# آندرئا پرون (دورچه‌سوار، زاده ۱۹۸۸)
آندرئا پرون (ایتالیایی: Andrea Peron؛ زادهٔ ۲۸ اکتبر ۱۹۸۸) دوچرخه‌سوار اهل ایتالیا است.

## باشگاهی
از باشگاه‌هایی که در آن رکاب زده‌است می‌توان به تیم دوچرخه‌سواری نووو نوردیسک اشاره کرد.